# Variante du Westphalia
Cet article utilise la notation algébrique pour décrire des coups du jeu d'échecs.
|   | a | b | c | d | e | f | g | h |   |
| 8 | Tour noire sur case blanche a8 · Fou noir sur case blanche c8 · Dame noire sur case noire d8 · Roi noir sur case blanche e8 · Tour noire sur case noire h8 · Pion noir sur case noire a7 · Pion noir sur case blanche b7 · Pion noir sur case noire c7 · Cavalier noir sur case blanche d7 · Pion noir sur case blanche f7 · Pion noir sur case noire g7 · Pion noir sur case blanche h7 · Pion noir sur case blanche e6 · Cavalier noir sur case noire f6 · Pion noir sur case blanche d5 · Fou blanc sur case noire g5 · Fou noir sur case noire b4 · Pion blanc sur case blanche c4 · Pion blanc sur case noire d4 · Cavalier blanc sur case noire c3 · Cavalier blanc sur case blanche f3 · Pion blanc sur case blanche a2 · Pion blanc sur case noire b2 · Pion blanc sur case blanche e2 · Pion blanc sur case noire f2 · Pion blanc sur case blanche g2 · Pion blanc sur case noire h2 · Tour blanche sur case noire a1 · Dame blanche sur case blanche d1 · Roi blanc sur case noire e1 · Fou blanc sur case blanche f1 · Tour blanche sur case blanche h1 | Tour noire sur case blanche a8 · Fou noir sur case blanche c8 · Dame noire sur case noire d8 · Roi noir sur case blanche e8 · Tour noire sur case noire h8 · Pion noir sur case noire a7 · Pion noir sur case blanche b7 · Pion noir sur case noire c7 · Cavalier noir sur case blanche d7 · Pion noir sur case blanche f7 · Pion noir sur case noire g7 · Pion noir sur case blanche h7 · Pion noir sur case blanche e6 · Cavalier noir sur case noire f6 · Pion noir sur case blanche d5 · Fou blanc sur case noire g5 · Fou noir sur case noire b4 · Pion blanc sur case blanche c4 · Pion blanc sur case noire d4 · Cavalier blanc sur case noire c3 · Cavalier blanc sur case blanche f3 · Pion blanc sur case blanche a2 · Pion blanc sur case noire b2 · Pion blanc sur case blanche e2 · Pion blanc sur case noire f2 · Pion blanc sur case blanche g2 · Pion blanc sur case noire h2 · Tour blanche sur case noire a1 · Dame blanche sur case blanche d1 · Roi blanc sur case noire e1 · Fou blanc sur case blanche f1 · Tour blanche sur case blanche h1 | Tour noire sur case blanche a8 · Fou noir sur case blanche c8 · Dame noire sur case noire d8 · Roi noir sur case blanche e8 · Tour noire sur case noire h8 · Pion noir sur case noire a7 · Pion noir sur case blanche b7 · Pion noir sur case noire c7 · Cavalier noir sur case blanche d7 · Pion noir sur case blanche f7 · Pion noir sur case noire g7 · Pion noir sur case blanche h7 · Pion noir sur case blanche e6 · Cavalier noir sur case noire f6 · Pion noir sur case blanche d5 · Fou blanc sur case noire g5 · Fou noir sur case noire b4 · Pion blanc sur case blanche c4 · Pion blanc sur case noire d4 · Cavalier blanc sur case noire c3 · Cavalier blanc sur case blanche f3 · Pion blanc sur case blanche a2 · Pion blanc sur case noire b2 · Pion blanc sur case blanche e2 · Pion blanc sur case noire f2 · Pion blanc sur case blanche g2 · Pion blanc sur case noire h2 · Tour blanche sur case noire a1 · Dame blanche sur case blanche d1 · Roi blanc sur case noire e1 · Fou blanc sur case blanche f1 · Tour blanche sur case blanche h1 | Tour noire sur case blanche a8 · Fou noir sur case blanche c8 · Dame noire sur case noire d8 · Roi noir sur case blanche e8 · Tour noire sur case noire h8 · Pion noir sur case noire a7 · Pion noir sur case blanche b7 · Pion noir sur case noire c7 · Cavalier noir sur case blanche d7 · Pion noir sur case blanche f7 · Pion noir sur case noire g7 · Pion noir sur case blanche h7 · Pion noir sur case blanche e6 · Cavalier noir sur case noire f6 · Pion noir sur case blanche d5 · Fou blanc sur case noire g5 · Fou noir sur case noire b4 · Pion blanc sur case blanche c4 · Pion blanc sur case noire d4 · Cavalier blanc sur case noire c3 · Cavalier blanc sur case blanche f3 · Pion blanc sur case blanche a2 · Pion blanc sur case noire b2 · Pion blanc sur case blanche e2 · Pion blanc sur case noire f2 · Pion blanc sur case blanche g2 · Pion blanc sur case noire h2 · Tour blanche sur case noire a1 · Dame blanche sur case blanche d1 · Roi blanc sur case noire e1 · Fou blanc sur case blanche f1 · Tour blanche sur case blanche h1 | Tour noire sur case blanche a8 · Fou noir sur case blanche c8 · Dame noire sur case noire d8 · Roi noir sur case blanche e8 · Tour noire sur case noire h8 · Pion noir sur case noire a7 · Pion noir sur case blanche b7 · Pion noir sur case noire c7 · Cavalier noir sur case blanche d7 · Pion noir sur case blanche f7 · Pion noir sur case noire g7 · Pion noir sur case blanche h7 · Pion noir sur case blanche e6 · Cavalier noir sur case noire f6 · Pion noir sur case blanche d5 · Fou blanc sur case noire g5 · Fou noir sur case noire b4 · Pion blanc sur case blanche c4 · Pion blanc sur case noire d4 · Cavalier blanc sur case noire c3 · Cavalier blanc sur case blanche f3 · Pion blanc sur case blanche a2 · Pion blanc sur case noire b2 · Pion blanc sur case blanche e2 · Pion blanc sur case noire f2 · Pion blanc sur case blanche g2 · Pion blanc sur case noire h2 · Tour blanche sur case noire a1 · Dame blanche sur case blanche d1 · Roi blanc sur case noire e1 · Fou blanc sur case blanche f1 · Tour blanche sur case blanche h1 | Tour noire sur case blanche a8 · Fou noir sur case blanche c8 · Dame noire sur case noire d8 · Roi noir sur case blanche e8 · Tour noire sur case noire h8 · Pion noir sur case noire a7 · Pion noir sur case blanche b7 · Pion noir sur case noire c7 · Cavalier noir sur case blanche d7 · Pion noir sur case blanche f7 · Pion noir sur case noire g7 · Pion noir sur case blanche h7 · Pion noir sur case blanche e6 · Cavalier noir sur case noire f6 · Pion noir sur case blanche d5 · Fou blanc sur case noire g5 · Fou noir sur case noire b4 · Pion blanc sur case blanche c4 · Pion blanc sur case noire d4 · Cavalier blanc sur case noire c3 · Cavalier blanc sur case blanche f3 · Pion blanc sur case blanche a2 · Pion blanc sur case noire b2 · Pion blanc sur case blanche e2 · Pion blanc sur case noire f2 · Pion blanc sur case blanche g2 · Pion blanc sur case noire h2 · Tour blanche sur case noire a1 · Dame blanche sur case blanche d1 · Roi blanc sur case noire e1 · Fou blanc sur case blanche f1 · Tour blanche sur case blanche h1 | Tour noire sur case blanche a8 · Fou noir sur case blanche c8 · Dame noire sur case noire d8 · Roi noir sur case blanche e8 · Tour noire sur case noire h8 · Pion noir sur case noire a7 · Pion noir sur case blanche b7 · Pion noir sur case noire c7 · Cavalier noir sur case blanche d7 · Pion noir sur case blanche f7 · Pion noir sur case noire g7 · Pion noir sur case blanche h7 · Pion noir sur case blanche e6 · Cavalier noir sur case noire f6 · Pion noir sur case blanche d5 · Fou blanc sur case noire g5 · Fou noir sur case noire b4 · Pion blanc sur case blanche c4 · Pion blanc sur case noire d4 · Cavalier blanc sur case noire c3 · Cavalier blanc sur case blanche f3 · Pion blanc sur case blanche a2 · Pion blanc sur case noire b2 · Pion blanc sur case blanche e2 · Pion blanc sur case noire f2 · Pion blanc sur case blanche g2 · Pion blanc sur case noire h2 · Tour blanche sur case noire a1 · Dame blanche sur case blanche d1 · Roi blanc sur case noire e1 · Fou blanc sur case blanche f1 · Tour blanche sur case blanche h1 | Tour noire sur case blanche a8 · Fou noir sur case blanche c8 · Dame noire sur case noire d8 · Roi noir sur case blanche e8 · Tour noire sur case noire h8 · Pion noir sur case noire a7 · Pion noir sur case blanche b7 · Pion noir sur case noire c7 · Cavalier noir sur case blanche d7 · Pion noir sur case blanche f7 · Pion noir sur case noire g7 · Pion noir sur case blanche h7 · Pion noir sur case blanche e6 · Cavalier noir sur case noire f6 · Pion noir sur case blanche d5 · Fou blanc sur case noire g5 · Fou noir sur case noire b4 · Pion blanc sur case blanche c4 · Pion blanc sur case noire d4 · Cavalier blanc sur case noire c3 · Cavalier blanc sur case blanche f3 · Pion blanc sur case blanche a2 · Pion blanc sur case noire b2 · Pion blanc sur case blanche e2 · Pion blanc sur case noire f2 · Pion blanc sur case blanche g2 · Pion blanc sur case noire h2 · Tour blanche sur case noire a1 · Dame blanche sur case blanche d1 · Roi blanc sur case noire e1 · Fou blanc sur case blanche f1 · Tour blanche sur case blanche h1 | 8 |
| 7 | Tour noire sur case blanche a8 · Fou noir sur case blanche c8 · Dame noire sur case noire d8 · Roi noir sur case blanche e8 · Tour noire sur case noire h8 · Pion noir sur case noire a7 · Pion noir sur case blanche b7 · Pion noir sur case noire c7 · Cavalier noir sur case blanche d7 · Pion noir sur case blanche f7 · Pion noir sur case noire g7 · Pion noir sur case blanche h7 · Pion noir sur case blanche e6 · Cavalier noir sur case noire f6 · Pion noir sur case blanche d5 · Fou blanc sur case noire g5 · Fou noir sur case noire b4 · Pion blanc sur case blanche c4 · Pion blanc sur case noire d4 · Cavalier blanc sur case noire c3 · Cavalier blanc sur case blanche f3 · Pion blanc sur case blanche a2 · Pion blanc sur case noire b2 · Pion blanc sur case blanche e2 · Pion blanc sur case noire f2 · Pion blanc sur case blanche g2 · Pion blanc sur case noire h2 · Tour blanche sur case noire a1 · Dame blanche sur case blanche d1 · Roi blanc sur case noire e1 · Fou blanc sur case blanche f1 · Tour blanche sur case blanche h1 | Tour noire sur case blanche a8 · Fou noir sur case blanche c8 · Dame noire sur case noire d8 · Roi noir sur case blanche e8 · Tour noire sur case noire h8 · Pion noir sur case noire a7 · Pion noir sur case blanche b7 · Pion noir sur case noire c7 · Cavalier noir sur case blanche d7 · Pion noir sur case blanche f7 · Pion noir sur case noire g7 · Pion noir sur case blanche h7 · Pion noir sur case blanche e6 · Cavalier noir sur case noire f6 · Pion noir sur case blanche d5 · Fou blanc sur case noire g5 · Fou noir sur case noire b4 · Pion blanc sur case blanche c4 · Pion blanc sur case noire d4 · Cavalier blanc sur case noire c3 · Cavalier blanc sur case blanche f3 · Pion blanc sur case blanche a2 · Pion blanc sur case noire b2 · Pion blanc sur case blanche e2 · Pion blanc sur case noire f2 · Pion blanc sur case blanche g2 · Pion blanc sur case noire h2 · Tour blanche sur case noire a1 · Dame blanche sur case blanche d1 · Roi blanc sur case noire e1 · Fou blanc sur case blanche f1 · Tour blanche sur case blanche h1 | Tour noire sur case blanche a8 · Fou noir sur case blanche c8 · Dame noire sur case noire d8 · Roi noir sur case blanche e8 · Tour noire sur case noire h8 · Pion noir sur case noire a7 · Pion noir sur case blanche b7 · Pion noir sur case noire c7 · Cavalier noir sur case blanche d7 · Pion noir sur case blanche f7 · Pion noir sur case noire g7 · Pion noir sur case blanche h7 · Pion noir sur case blanche e6 · Cavalier noir sur case noire f6 · Pion noir sur case blanche d5 · Fou blanc sur case noire g5 · Fou noir sur case noire b4 · Pion blanc sur case blanche c4 · Pion blanc sur case noire d4 · Cavalier blanc sur case noire c3 · Cavalier blanc sur case blanche f3 · Pion blanc sur case blanche a2 · Pion blanc sur case noire b2 · Pion blanc sur case blanche e2 · Pion blanc sur case noire f2 · Pion blanc sur case blanche g2 · Pion blanc sur case noire h2 · Tour blanche sur case noire a1 · Dame blanche sur case blanche d1 · Roi blanc sur case noire e1 · Fou blanc sur case blanche f1 · Tour blanche sur case blanche h1 | Tour noire sur case blanche a8 · Fou noir sur case blanche c8 · Dame noire sur case noire d8 · Roi noir sur case blanche e8 · Tour noire sur case noire h8 · Pion noir sur case noire a7 · Pion noir sur case blanche b7 · Pion noir sur case noire c7 · Cavalier noir sur case blanche d7 · Pion noir sur case blanche f7 · Pion noir sur case noire g7 · Pion noir sur case blanche h7 · Pion noir sur case blanche e6 · Cavalier noir sur case noire f6 · Pion noir sur case blanche d5 · Fou blanc sur case noire g5 · Fou noir sur case noire b4 · Pion blanc sur case blanche c4 · Pion blanc sur case noire d4 · Cavalier blanc sur case noire c3 · Cavalier blanc sur case blanche f3 · Pion blanc sur case blanche a2 · Pion blanc sur case noire b2 · Pion blanc sur case blanche e2 · Pion blanc sur case noire f2 · Pion blanc sur case blanche g2 · Pion blanc sur case noire h2 · Tour blanche sur case noire a1 · Dame blanche sur case blanche d1 · Roi blanc sur case noire e1 · Fou blanc sur case blanche f1 · Tour blanche sur case blanche h1 | Tour noire sur case blanche a8 · Fou noir sur case blanche c8 · Dame noire sur case noire d8 · Roi noir sur case blanche e8 · Tour noire sur case noire h8 · Pion noir sur case noire a7 · Pion noir sur case blanche b7 · Pion noir sur case noire c7 · Cavalier noir sur case blanche d7 · Pion noir sur case blanche f7 · Pion noir sur case noire g7 · Pion noir sur case blanche h7 · Pion noir sur case blanche e6 · Cavalier noir sur case noire f6 · Pion noir sur case blanche d5 · Fou blanc sur case noire g5 · Fou noir sur case noire b4 · Pion blanc sur case blanche c4 · Pion blanc sur case noire d4 · Cavalier blanc sur case noire c3 · Cavalier blanc sur case blanche f3 · Pion blanc sur case blanche a2 · Pion blanc sur case noire b2 · Pion blanc sur case blanche e2 · Pion blanc sur case noire f2 · Pion blanc sur case blanche g2 · Pion blanc sur case noire h2 · Tour blanche sur case noire a1 · Dame blanche sur case blanche d1 · Roi blanc sur case noire e1 · Fou blanc sur case blanche f1 · Tour blanche sur case blanche h1 | Tour noire sur case blanche a8 · Fou noir sur case blanche c8 · Dame noire sur case noire d8 · Roi noir sur case blanche e8 · Tour noire sur case noire h8 · Pion noir sur case noire a7 · Pion noir sur case blanche b7 · Pion noir sur case noire c7 · Cavalier noir sur case blanche d7 · Pion noir sur case blanche f7 · Pion noir sur case noire g7 · Pion noir sur case blanche h7 · Pion noir sur case blanche e6 · Cavalier noir sur case noire f6 · Pion noir sur case blanche d5 · Fou blanc sur case noire g5 · Fou noir sur case noire b4 · Pion blanc sur case blanche c4 · Pion blanc sur case noire d4 · Cavalier blanc sur case noire c3 · Cavalier blanc sur case blanche f3 · Pion blanc sur case blanche a2 · Pion blanc sur case noire b2 · Pion blanc sur case blanche e2 · Pion blanc sur case noire f2 · Pion blanc sur case blanche g2 · Pion blanc sur case noire h2 · Tour blanche sur case noire a1 · Dame blanche sur case blanche d1 · Roi blanc sur case noire e1 · Fou blanc sur case blanche f1 · Tour blanche sur case blanche h1 | Tour noire sur case blanche a8 · Fou noir sur case blanche c8 · Dame noire sur case noire d8 · Roi noir sur case blanche e8 · Tour noire sur case noire h8 · Pion noir sur case noire a7 · Pion noir sur case blanche b7 · Pion noir sur case noire c7 · Cavalier noir sur case blanche d7 · Pion noir sur case blanche f7 · Pion noir sur case noire g7 · Pion noir sur case blanche h7 · Pion noir sur case blanche e6 · Cavalier noir sur case noire f6 · Pion noir sur case blanche d5 · Fou blanc sur case noire g5 · Fou noir sur case noire b4 · Pion blanc sur case blanche c4 · Pion blanc sur case noire d4 · Cavalier blanc sur case noire c3 · Cavalier blanc sur case blanche f3 · Pion blanc sur case blanche a2 · Pion blanc sur case noire b2 · Pion blanc sur case blanche e2 · Pion blanc sur case noire f2 · Pion blanc sur case blanche g2 · Pion blanc sur case noire h2 · Tour blanche sur case noire a1 · Dame blanche sur case blanche d1 · Roi blanc sur case noire e1 · Fou blanc sur case blanche f1 · Tour blanche sur case blanche h1 | Tour noire sur case blanche a8 · Fou noir sur case blanche c8 · Dame noire sur case noire d8 · Roi noir sur case blanche e8 · Tour noire sur case noire h8 · Pion noir sur case noire a7 · Pion noir sur case blanche b7 · Pion noir sur case noire c7 · Cavalier noir sur case blanche d7 · Pion noir sur case blanche f7 · Pion noir sur case noire g7 · Pion noir sur case blanche h7 · Pion noir sur case blanche e6 · Cavalier noir sur case noire f6 · Pion noir sur case blanche d5 · Fou blanc sur case noire g5 · Fou noir sur case noire b4 · Pion blanc sur case blanche c4 · Pion blanc sur case noire d4 · Cavalier blanc sur case noire c3 · Cavalier blanc sur case blanche f3 · Pion blanc sur case blanche a2 · Pion blanc sur case noire b2 · Pion blanc sur case blanche e2 · Pion blanc sur case noire f2 · Pion blanc sur case blanche g2 · Pion blanc sur case noire h2 · Tour blanche sur case noire a1 · Dame blanche sur case blanche d1 · Roi blanc sur case noire e1 · Fou blanc sur case blanche f1 · Tour blanche sur case blanche h1 | 7 |
| 6 | Tour noire sur case blanche a8 · Fou noir sur case blanche c8 · Dame noire sur case noire d8 · Roi noir sur case blanche e8 · Tour noire sur case noire h8 · Pion noir sur case noire a7 · Pion noir sur case blanche b7 · Pion noir sur case noire c7 · Cavalier noir sur case blanche d7 · Pion noir sur case blanche f7 · Pion noir sur case noire g7 · Pion noir sur case blanche h7 · Pion noir sur case blanche e6 · Cavalier noir sur case noire f6 · Pion noir sur case blanche d5 · Fou blanc sur case noire g5 · Fou noir sur case noire b4 · Pion blanc sur case blanche c4 · Pion blanc sur case noire d4 · Cavalier blanc sur case noire c3 · Cavalier blanc sur case blanche f3 · Pion blanc sur case blanche a2 · Pion blanc sur case noire b2 · Pion blanc sur case blanche e2 · Pion blanc sur case noire f2 · Pion blanc sur case blanche g2 · Pion blanc sur case noire h2 · Tour blanche sur case noire a1 · Dame blanche sur case blanche d1 · Roi blanc sur case noire e1 · Fou blanc sur case blanche f1 · Tour blanche sur case blanche h1 | Tour noire sur case blanche a8 · Fou noir sur case blanche c8 · Dame noire sur case noire d8 · Roi noir sur case blanche e8 · Tour noire sur case noire h8 · Pion noir sur case noire a7 · Pion noir sur case blanche b7 · Pion noir sur case noire c7 · Cavalier noir sur case blanche d7 · Pion noir sur case blanche f7 · Pion noir sur case noire g7 · Pion noir sur case blanche h7 · Pion noir sur case blanche e6 · Cavalier noir sur case noire f6 · Pion noir sur case blanche d5 · Fou blanc sur case noire g5 · Fou noir sur case noire b4 · Pion blanc sur case blanche c4 · Pion blanc sur case noire d4 · Cavalier blanc sur case noire c3 · Cavalier blanc sur case blanche f3 · Pion blanc sur case blanche a2 · Pion blanc sur case noire b2 · Pion blanc sur case blanche e2 · Pion blanc sur case noire f2 · Pion blanc sur case blanche g2 · Pion blanc sur case noire h2 · Tour blanche sur case noire a1 · Dame blanche sur case blanche d1 · Roi blanc sur case noire e1 · Fou blanc sur case blanche f1 · Tour blanche sur case blanche h1 | Tour noire sur case blanche a8 · Fou noir sur case blanche c8 · Dame noire sur case noire d8 · Roi noir sur case blanche e8 · Tour noire sur case noire h8 · Pion noir sur case noire a7 · Pion noir sur case blanche b7 · Pion noir sur case noire c7 · Cavalier noir sur case blanche d7 · Pion noir sur case blanche f7 · Pion noir sur case noire g7 · Pion noir sur case blanche h7 · Pion noir sur case blanche e6 · Cavalier noir sur case noire f6 · Pion noir sur case blanche d5 · Fou blanc sur case noire g5 · Fou noir sur case noire b4 · Pion blanc sur case blanche c4 · Pion blanc sur case noire d4 · Cavalier blanc sur case noire c3 · Cavalier blanc sur case blanche f3 · Pion blanc sur case blanche a2 · Pion blanc sur case noire b2 · Pion blanc sur case blanche e2 · Pion blanc sur case noire f2 · Pion blanc sur case blanche g2 · Pion blanc sur case noire h2 · Tour blanche sur case noire a1 · Dame blanche sur case blanche d1 · Roi blanc sur case noire e1 · Fou blanc sur case blanche f1 · Tour blanche sur case blanche h1 | Tour noire sur case blanche a8 · Fou noir sur case blanche c8 · Dame noire sur case noire d8 · Roi noir sur case blanche e8 · Tour noire sur case noire h8 · Pion noir sur case noire a7 · Pion noir sur case blanche b7 · Pion noir sur case noire c7 · Cavalier noir sur case blanche d7 · Pion noir sur case blanche f7 · Pion noir sur case noire g7 · Pion noir sur case blanche h7 · Pion noir sur case blanche e6 · Cavalier noir sur case noire f6 · Pion noir sur case blanche d5 · Fou blanc sur case noire g5 · Fou noir sur case noire b4 · Pion blanc sur case blanche c4 · Pion blanc sur case noire d4 · Cavalier blanc sur case noire c3 · Cavalier blanc sur case blanche f3 · Pion blanc sur case blanche a2 · Pion blanc sur case noire b2 · Pion blanc sur case blanche e2 · Pion blanc sur case noire f2 · Pion blanc sur case blanche g2 · Pion blanc sur case noire h2 · Tour blanche sur case noire a1 · Dame blanche sur case blanche d1 · Roi blanc sur case noire e1 · Fou blanc sur case blanche f1 · Tour blanche sur case blanche h1 | Tour noire sur case blanche a8 · Fou noir sur case blanche c8 · Dame noire sur case noire d8 · Roi noir sur case blanche e8 · Tour noire sur case noire h8 · Pion noir sur case noire a7 · Pion noir sur case blanche b7 · Pion noir sur case noire c7 · Cavalier noir sur case blanche d7 · Pion noir sur case blanche f7 · Pion noir sur case noire g7 · Pion noir sur case blanche h7 · Pion noir sur case blanche e6 · Cavalier noir sur case noire f6 · Pion noir sur case blanche d5 · Fou blanc sur case noire g5 · Fou noir sur case noire b4 · Pion blanc sur case blanche c4 · Pion blanc sur case noire d4 · Cavalier blanc sur case noire c3 · Cavalier blanc sur case blanche f3 · Pion blanc sur case blanche a2 · Pion blanc sur case noire b2 · Pion blanc sur case blanche e2 · Pion blanc sur case noire f2 · Pion blanc sur case blanche g2 · Pion blanc sur case noire h2 · Tour blanche sur case noire a1 · Dame blanche sur case blanche d1 · Roi blanc sur case noire e1 · Fou blanc sur case blanche f1 · Tour blanche sur case blanche h1 | Tour noire sur case blanche a8 · Fou noir sur case blanche c8 · Dame noire sur case noire d8 · Roi noir sur case blanche e8 · Tour noire sur case noire h8 · Pion noir sur case noire a7 · Pion noir sur case blanche b7 · Pion noir sur case noire c7 · Cavalier noir sur case blanche d7 · Pion noir sur case blanche f7 · Pion noir sur case noire g7 · Pion noir sur case blanche h7 · Pion noir sur case blanche e6 · Cavalier noir sur case noire f6 · Pion noir sur case blanche d5 · Fou blanc sur case noire g5 · Fou noir sur case noire b4 · Pion blanc sur case blanche c4 · Pion blanc sur case noire d4 · Cavalier blanc sur case noire c3 · Cavalier blanc sur case blanche f3 · Pion blanc sur case blanche a2 · Pion blanc sur case noire b2 · Pion blanc sur case blanche e2 · Pion blanc sur case noire f2 · Pion blanc sur case blanche g2 · Pion blanc sur case noire h2 · Tour blanche sur case noire a1 · Dame blanche sur case blanche d1 · Roi blanc sur case noire e1 · Fou blanc sur case blanche f1 · Tour blanche sur case blanche h1 | Tour noire sur case blanche a8 · Fou noir sur case blanche c8 · Dame noire sur case noire d8 · Roi noir sur case blanche e8 · Tour noire sur case noire h8 · Pion noir sur case noire a7 · Pion noir sur case blanche b7 · Pion noir sur case noire c7 · Cavalier noir sur case blanche d7 · Pion noir sur case blanche f7 · Pion noir sur case noire g7 · Pion noir sur case blanche h7 · Pion noir sur case blanche e6 · Cavalier noir sur case noire f6 · Pion noir sur case blanche d5 · Fou blanc sur case noire g5 · Fou noir sur case noire b4 · Pion blanc sur case blanche c4 · Pion blanc sur case noire d4 · Cavalier blanc sur case noire c3 · Cavalier blanc sur case blanche f3 · Pion blanc sur case blanche a2 · Pion blanc sur case noire b2 · Pion blanc sur case blanche e2 · Pion blanc sur case noire f2 · Pion blanc sur case blanche g2 · Pion blanc sur case noire h2 · Tour blanche sur case noire a1 · Dame blanche sur case blanche d1 · Roi blanc sur case noire e1 · Fou blanc sur case blanche f1 · Tour blanche sur case blanche h1 | Tour noire sur case blanche a8 · Fou noir sur case blanche c8 · Dame noire sur case noire d8 · Roi noir sur case blanche e8 · Tour noire sur case noire h8 · Pion noir sur case noire a7 · Pion noir sur case blanche b7 · Pion noir sur case noire c7 · Cavalier noir sur case blanche d7 · Pion noir sur case blanche f7 · Pion noir sur case noire g7 · Pion noir sur case blanche h7 · Pion noir sur case blanche e6 · Cavalier noir sur case noire f6 · Pion noir sur case blanche d5 · Fou blanc sur case noire g5 · Fou noir sur case noire b4 · Pion blanc sur case blanche c4 · Pion blanc sur case noire d4 · Cavalier blanc sur case noire c3 · Cavalier blanc sur case blanche f3 · Pion blanc sur case blanche a2 · Pion blanc sur case noire b2 · Pion blanc sur case blanche e2 · Pion blanc sur case noire f2 · Pion blanc sur case blanche g2 · Pion blanc sur case noire h2 · Tour blanche sur case noire a1 · Dame blanche sur case blanche d1 · Roi blanc sur case noire e1 · Fou blanc sur case blanche f1 · Tour blanche sur case blanche h1 | 6 |
| 5 | Tour noire sur case blanche a8 · Fou noir sur case blanche c8 · Dame noire sur case noire d8 · Roi noir sur case blanche e8 · Tour noire sur case noire h8 · Pion noir sur case noire a7 · Pion noir sur case blanche b7 · Pion noir sur case noire c7 · Cavalier noir sur case blanche d7 · Pion noir sur case blanche f7 · Pion noir sur case noire g7 · Pion noir sur case blanche h7 · Pion noir sur case blanche e6 · Cavalier noir sur case noire f6 · Pion noir sur case blanche d5 · Fou blanc sur case noire g5 · Fou noir sur case noire b4 · Pion blanc sur case blanche c4 · Pion blanc sur case noire d4 · Cavalier blanc sur case noire c3 · Cavalier blanc sur case blanche f3 · Pion blanc sur case blanche a2 · Pion blanc sur case noire b2 · Pion blanc sur case blanche e2 · Pion blanc sur case noire f2 · Pion blanc sur case blanche g2 · Pion blanc sur case noire h2 · Tour blanche sur case noire a1 · Dame blanche sur case blanche d1 · Roi blanc sur case noire e1 · Fou blanc sur case blanche f1 · Tour blanche sur case blanche h1 | Tour noire sur case blanche a8 · Fou noir sur case blanche c8 · Dame noire sur case noire d8 · Roi noir sur case blanche e8 · Tour noire sur case noire h8 · Pion noir sur case noire a7 · Pion noir sur case blanche b7 · Pion noir sur case noire c7 · Cavalier noir sur case blanche d7 · Pion noir sur case blanche f7 · Pion noir sur case noire g7 · Pion noir sur case blanche h7 · Pion noir sur case blanche e6 · Cavalier noir sur case noire f6 · Pion noir sur case blanche d5 · Fou blanc sur case noire g5 · Fou noir sur case noire b4 · Pion blanc sur case blanche c4 · Pion blanc sur case noire d4 · Cavalier blanc sur case noire c3 · Cavalier blanc sur case blanche f3 · Pion blanc sur case blanche a2 · Pion blanc sur case noire b2 · Pion blanc sur case blanche e2 · Pion blanc sur case noire f2 · Pion blanc sur case blanche g2 · Pion blanc sur case noire h2 · Tour blanche sur case noire a1 · Dame blanche sur case blanche d1 · Roi blanc sur case noire e1 · Fou blanc sur case blanche f1 · Tour blanche sur case blanche h1 | Tour noire sur case blanche a8 · Fou noir sur case blanche c8 · Dame noire sur case noire d8 · Roi noir sur case blanche e8 · Tour noire sur case noire h8 · Pion noir sur case noire a7 · Pion noir sur case blanche b7 · Pion noir sur case noire c7 · Cavalier noir sur case blanche d7 · Pion noir sur case blanche f7 · Pion noir sur case noire g7 · Pion noir sur case blanche h7 · Pion noir sur case blanche e6 · Cavalier noir sur case noire f6 · Pion noir sur case blanche d5 · Fou blanc sur case noire g5 · Fou noir sur case noire b4 · Pion blanc sur case blanche c4 · Pion blanc sur case noire d4 · Cavalier blanc sur case noire c3 · Cavalier blanc sur case blanche f3 · Pion blanc sur case blanche a2 · Pion blanc sur case noire b2 · Pion blanc sur case blanche e2 · Pion blanc sur case noire f2 · Pion blanc sur case blanche g2 · Pion blanc sur case noire h2 · Tour blanche sur case noire a1 · Dame blanche sur case blanche d1 · Roi blanc sur case noire e1 · Fou blanc sur case blanche f1 · Tour blanche sur case blanche h1 | Tour noire sur case blanche a8 · Fou noir sur case blanche c8 · Dame noire sur case noire d8 · Roi noir sur case blanche e8 · Tour noire sur case noire h8 · Pion noir sur case noire a7 · Pion noir sur case blanche b7 · Pion noir sur case noire c7 · Cavalier noir sur case blanche d7 · Pion noir sur case blanche f7 · Pion noir sur case noire g7 · Pion noir sur case blanche h7 · Pion noir sur case blanche e6 · Cavalier noir sur case noire f6 · Pion noir sur case blanche d5 · Fou blanc sur case noire g5 · Fou noir sur case noire b4 · Pion blanc sur case blanche c4 · Pion blanc sur case noire d4 · Cavalier blanc sur case noire c3 · Cavalier blanc sur case blanche f3 · Pion blanc sur case blanche a2 · Pion blanc sur case noire b2 · Pion blanc sur case blanche e2 · Pion blanc sur case noire f2 · Pion blanc sur case blanche g2 · Pion blanc sur case noire h2 · Tour blanche sur case noire a1 · Dame blanche sur case blanche d1 · Roi blanc sur case noire e1 · Fou blanc sur case blanche f1 · Tour blanche sur case blanche h1 | Tour noire sur case blanche a8 · Fou noir sur case blanche c8 · Dame noire sur case noire d8 · Roi noir sur case blanche e8 · Tour noire sur case noire h8 · Pion noir sur case noire a7 · Pion noir sur case blanche b7 · Pion noir sur case noire c7 · Cavalier noir sur case blanche d7 · Pion noir sur case blanche f7 · Pion noir sur case noire g7 · Pion noir sur case blanche h7 · Pion noir sur case blanche e6 · Cavalier noir sur case noire f6 · Pion noir sur case blanche d5 · Fou blanc sur case noire g5 · Fou noir sur case noire b4 · Pion blanc sur case blanche c4 · Pion blanc sur case noire d4 · Cavalier blanc sur case noire c3 · Cavalier blanc sur case blanche f3 · Pion blanc sur case blanche a2 · Pion blanc sur case noire b2 · Pion blanc sur case blanche e2 · Pion blanc sur case noire f2 · Pion blanc sur case blanche g2 · Pion blanc sur case noire h2 · Tour blanche sur case noire a1 · Dame blanche sur case blanche d1 · Roi blanc sur case noire e1 · Fou blanc sur case blanche f1 · Tour blanche sur case blanche h1 | Tour noire sur case blanche a8 · Fou noir sur case blanche c8 · Dame noire sur case noire d8 · Roi noir sur case blanche e8 · Tour noire sur case noire h8 · Pion noir sur case noire a7 · Pion noir sur case blanche b7 · Pion noir sur case noire c7 · Cavalier noir sur case blanche d7 · Pion noir sur case blanche f7 · Pion noir sur case noire g7 · Pion noir sur case blanche h7 · Pion noir sur case blanche e6 · Cavalier noir sur case noire f6 · Pion noir sur case blanche d5 · Fou blanc sur case noire g5 · Fou noir sur case noire b4 · Pion blanc sur case blanche c4 · Pion blanc sur case noire d4 · Cavalier blanc sur case noire c3 · Cavalier blanc sur case blanche f3 · Pion blanc sur case blanche a2 · Pion blanc sur case noire b2 · Pion blanc sur case blanche e2 · Pion blanc sur case noire f2 · Pion blanc sur case blanche g2 · Pion blanc sur case noire h2 · Tour blanche sur case noire a1 · Dame blanche sur case blanche d1 · Roi blanc sur case noire e1 · Fou blanc sur case blanche f1 · Tour blanche sur case blanche h1 | Tour noire sur case blanche a8 · Fou noir sur case blanche c8 · Dame noire sur case noire d8 · Roi noir sur case blanche e8 · Tour noire sur case noire h8 · Pion noir sur case noire a7 · Pion noir sur case blanche b7 · Pion noir sur case noire c7 · Cavalier noir sur case blanche d7 · Pion noir sur case blanche f7 · Pion noir sur case noire g7 · Pion noir sur case blanche h7 · Pion noir sur case blanche e6 · Cavalier noir sur case noire f6 · Pion noir sur case blanche d5 · Fou blanc sur case noire g5 · Fou noir sur case noire b4 · Pion blanc sur case blanche c4 · Pion blanc sur case noire d4 · Cavalier blanc sur case noire c3 · Cavalier blanc sur case blanche f3 · Pion blanc sur case blanche a2 · Pion blanc sur case noire b2 · Pion blanc sur case blanche e2 · Pion blanc sur case noire f2 · Pion blanc sur case blanche g2 · Pion blanc sur case noire h2 · Tour blanche sur case noire a1 · Dame blanche sur case blanche d1 · Roi blanc sur case noire e1 · Fou blanc sur case blanche f1 · Tour blanche sur case blanche h1 | Tour noire sur case blanche a8 · Fou noir sur case blanche c8 · Dame noire sur case noire d8 · Roi noir sur case blanche e8 · Tour noire sur case noire h8 · Pion noir sur case noire a7 · Pion noir sur case blanche b7 · Pion noir sur case noire c7 · Cavalier noir sur case blanche d7 · Pion noir sur case blanche f7 · Pion noir sur case noire g7 · Pion noir sur case blanche h7 · Pion noir sur case blanche e6 · Cavalier noir sur case noire f6 · Pion noir sur case blanche d5 · Fou blanc sur case noire g5 · Fou noir sur case noire b4 · Pion blanc sur case blanche c4 · Pion blanc sur case noire d4 · Cavalier blanc sur case noire c3 · Cavalier blanc sur case blanche f3 · Pion blanc sur case blanche a2 · Pion blanc sur case noire b2 · Pion blanc sur case blanche e2 · Pion blanc sur case noire f2 · Pion blanc sur case blanche g2 · Pion blanc sur case noire h2 · Tour blanche sur case noire a1 · Dame blanche sur case blanche d1 · Roi blanc sur case noire e1 · Fou blanc sur case blanche f1 · Tour blanche sur case blanche h1 | 5 |
| 4 | Tour noire sur case blanche a8 · Fou noir sur case blanche c8 · Dame noire sur case noire d8 · Roi noir sur case blanche e8 · Tour noire sur case noire h8 · Pion noir sur case noire a7 · Pion noir sur case blanche b7 · Pion noir sur case noire c7 · Cavalier noir sur case blanche d7 · Pion noir sur case blanche f7 · Pion noir sur case noire g7 · Pion noir sur case blanche h7 · Pion noir sur case blanche e6 · Cavalier noir sur case noire f6 · Pion noir sur case blanche d5 · Fou blanc sur case noire g5 · Fou noir sur case noire b4 · Pion blanc sur case blanche c4 · Pion blanc sur case noire d4 · Cavalier blanc sur case noire c3 · Cavalier blanc sur case blanche f3 · Pion blanc sur case blanche a2 · Pion blanc sur case noire b2 · Pion blanc sur case blanche e2 · Pion blanc sur case noire f2 · Pion blanc sur case blanche g2 · Pion blanc sur case noire h2 · Tour blanche sur case noire a1 · Dame blanche sur case blanche d1 · Roi blanc sur case noire e1 · Fou blanc sur case blanche f1 · Tour blanche sur case blanche h1 | Tour noire sur case blanche a8 · Fou noir sur case blanche c8 · Dame noire sur case noire d8 · Roi noir sur case blanche e8 · Tour noire sur case noire h8 · Pion noir sur case noire a7 · Pion noir sur case blanche b7 · Pion noir sur case noire c7 · Cavalier noir sur case blanche d7 · Pion noir sur case blanche f7 · Pion noir sur case noire g7 · Pion noir sur case blanche h7 · Pion noir sur case blanche e6 · Cavalier noir sur case noire f6 · Pion noir sur case blanche d5 · Fou blanc sur case noire g5 · Fou noir sur case noire b4 · Pion blanc sur case blanche c4 · Pion blanc sur case noire d4 · Cavalier blanc sur case noire c3 · Cavalier blanc sur case blanche f3 · Pion blanc sur case blanche a2 · Pion blanc sur case noire b2 · Pion blanc sur case blanche e2 · Pion blanc sur case noire f2 · Pion blanc sur case blanche g2 · Pion blanc sur case noire h2 · Tour blanche sur case noire a1 · Dame blanche sur case blanche d1 · Roi blanc sur case noire e1 · Fou blanc sur case blanche f1 · Tour blanche sur case blanche h1 | Tour noire sur case blanche a8 · Fou noir sur case blanche c8 · Dame noire sur case noire d8 · Roi noir sur case blanche e8 · Tour noire sur case noire h8 · Pion noir sur case noire a7 · Pion noir sur case blanche b7 · Pion noir sur case noire c7 · Cavalier noir sur case blanche d7 · Pion noir sur case blanche f7 · Pion noir sur case noire g7 · Pion noir sur case blanche h7 · Pion noir sur case blanche e6 · Cavalier noir sur case noire f6 · Pion noir sur case blanche d5 · Fou blanc sur case noire g5 · Fou noir sur case noire b4 · Pion blanc sur case blanche c4 · Pion blanc sur case noire d4 · Cavalier blanc sur case noire c3 · Cavalier blanc sur case blanche f3 · Pion blanc sur case blanche a2 · Pion blanc sur case noire b2 · Pion blanc sur case blanche e2 · Pion blanc sur case noire f2 · Pion blanc sur case blanche g2 · Pion blanc sur case noire h2 · Tour blanche sur case noire a1 · Dame blanche sur case blanche d1 · Roi blanc sur case noire e1 · Fou blanc sur case blanche f1 · Tour blanche sur case blanche h1 | Tour noire sur case blanche a8 · Fou noir sur case blanche c8 · Dame noire sur case noire d8 · Roi noir sur case blanche e8 · Tour noire sur case noire h8 · Pion noir sur case noire a7 · Pion noir sur case blanche b7 · Pion noir sur case noire c7 · Cavalier noir sur case blanche d7 · Pion noir sur case blanche f7 · Pion noir sur case noire g7 · Pion noir sur case blanche h7 · Pion noir sur case blanche e6 · Cavalier noir sur case noire f6 · Pion noir sur case blanche d5 · Fou blanc sur case noire g5 · Fou noir sur case noire b4 · Pion blanc sur case blanche c4 · Pion blanc sur case noire d4 · Cavalier blanc sur case noire c3 · Cavalier blanc sur case blanche f3 · Pion blanc sur case blanche a2 · Pion blanc sur case noire b2 · Pion blanc sur case blanche e2 · Pion blanc sur case noire f2 · Pion blanc sur case blanche g2 · Pion blanc sur case noire h2 · Tour blanche sur case noire a1 · Dame blanche sur case blanche d1 · Roi blanc sur case noire e1 · Fou blanc sur case blanche f1 · Tour blanche sur case blanche h1 | Tour noire sur case blanche a8 · Fou noir sur case blanche c8 · Dame noire sur case noire d8 · Roi noir sur case blanche e8 · Tour noire sur case noire h8 · Pion noir sur case noire a7 · Pion noir sur case blanche b7 · Pion noir sur case noire c7 · Cavalier noir sur case blanche d7 · Pion noir sur case blanche f7 · Pion noir sur case noire g7 · Pion noir sur case blanche h7 · Pion noir sur case blanche e6 · Cavalier noir sur case noire f6 · Pion noir sur case blanche d5 · Fou blanc sur case noire g5 · Fou noir sur case noire b4 · Pion blanc sur case blanche c4 · Pion blanc sur case noire d4 · Cavalier blanc sur case noire c3 · Cavalier blanc sur case blanche f3 · Pion blanc sur case blanche a2 · Pion blanc sur case noire b2 · Pion blanc sur case blanche e2 · Pion blanc sur case noire f2 · Pion blanc sur case blanche g2 · Pion blanc sur case noire h2 · Tour blanche sur case noire a1 · Dame blanche sur case blanche d1 · Roi blanc sur case noire e1 · Fou blanc sur case blanche f1 · Tour blanche sur case blanche h1 | Tour noire sur case blanche a8 · Fou noir sur case blanche c8 · Dame noire sur case noire d8 · Roi noir sur case blanche e8 · Tour noire sur case noire h8 · Pion noir sur case noire a7 · Pion noir sur case blanche b7 · Pion noir sur case noire c7 · Cavalier noir sur case blanche d7 · Pion noir sur case blanche f7 · Pion noir sur case noire g7 · Pion noir sur case blanche h7 · Pion noir sur case blanche e6 · Cavalier noir sur case noire f6 · Pion noir sur case blanche d5 · Fou blanc sur case noire g5 · Fou noir sur case noire b4 · Pion blanc sur case blanche c4 · Pion blanc sur case noire d4 · Cavalier blanc sur case noire c3 · Cavalier blanc sur case blanche f3 · Pion blanc sur case blanche a2 · Pion blanc sur case noire b2 · Pion blanc sur case blanche e2 · Pion blanc sur case noire f2 · Pion blanc sur case blanche g2 · Pion blanc sur case noire h2 · Tour blanche sur case noire a1 · Dame blanche sur case blanche d1 · Roi blanc sur case noire e1 · Fou blanc sur case blanche f1 · Tour blanche sur case blanche h1 | Tour noire sur case blanche a8 · Fou noir sur case blanche c8 · Dame noire sur case noire d8 · Roi noir sur case blanche e8 · Tour noire sur case noire h8 · Pion noir sur case noire a7 · Pion noir sur case blanche b7 · Pion noir sur case noire c7 · Cavalier noir sur case blanche d7 · Pion noir sur case blanche f7 · Pion noir sur case noire g7 · Pion noir sur case blanche h7 · Pion noir sur case blanche e6 · Cavalier noir sur case noire f6 · Pion noir sur case blanche d5 · Fou blanc sur case noire g5 · Fou noir sur case noire b4 · Pion blanc sur case blanche c4 · Pion blanc sur case noire d4 · Cavalier blanc sur case noire c3 · Cavalier blanc sur case blanche f3 · Pion blanc sur case blanche a2 · Pion blanc sur case noire b2 · Pion blanc sur case blanche e2 · Pion blanc sur case noire f2 · Pion blanc sur case blanche g2 · Pion blanc sur case noire h2 · Tour blanche sur case noire a1 · Dame blanche sur case blanche d1 · Roi blanc sur case noire e1 · Fou blanc sur case blanche f1 · Tour blanche sur case blanche h1 | Tour noire sur case blanche a8 · Fou noir sur case blanche c8 · Dame noire sur case noire d8 · Roi noir sur case blanche e8 · Tour noire sur case noire h8 · Pion noir sur case noire a7 · Pion noir sur case blanche b7 · Pion noir sur case noire c7 · Cavalier noir sur case blanche d7 · Pion noir sur case blanche f7 · Pion noir sur case noire g7 · Pion noir sur case blanche h7 · Pion noir sur case blanche e6 · Cavalier noir sur case noire f6 · Pion noir sur case blanche d5 · Fou blanc sur case noire g5 · Fou noir sur case noire b4 · Pion blanc sur case blanche c4 · Pion blanc sur case noire d4 · Cavalier blanc sur case noire c3 · Cavalier blanc sur case blanche f3 · Pion blanc sur case blanche a2 · Pion blanc sur case noire b2 · Pion blanc sur case blanche e2 · Pion blanc sur case noire f2 · Pion blanc sur case blanche g2 · Pion blanc sur case noire h2 · Tour blanche sur case noire a1 · Dame blanche sur case blanche d1 · Roi blanc sur case noire e1 · Fou blanc sur case blanche f1 · Tour blanche sur case blanche h1 | 4 |
| 3 | Tour noire sur case blanche a8 · Fou noir sur case blanche c8 · Dame noire sur case noire d8 · Roi noir sur case blanche e8 · Tour noire sur case noire h8 · Pion noir sur case noire a7 · Pion noir sur case blanche b7 · Pion noir sur case noire c7 · Cavalier noir sur case blanche d7 · Pion noir sur case blanche f7 · Pion noir sur case noire g7 · Pion noir sur case blanche h7 · Pion noir sur case blanche e6 · Cavalier noir sur case noire f6 · Pion noir sur case blanche d5 · Fou blanc sur case noire g5 · Fou noir sur case noire b4 · Pion blanc sur case blanche c4 · Pion blanc sur case noire d4 · Cavalier blanc sur case noire c3 · Cavalier blanc sur case blanche f3 · Pion blanc sur case blanche a2 · Pion blanc sur case noire b2 · Pion blanc sur case blanche e2 · Pion blanc sur case noire f2 · Pion blanc sur case blanche g2 · Pion blanc sur case noire h2 · Tour blanche sur case noire a1 · Dame blanche sur case blanche d1 · Roi blanc sur case noire e1 · Fou blanc sur case blanche f1 · Tour blanche sur case blanche h1 | Tour noire sur case blanche a8 · Fou noir sur case blanche c8 · Dame noire sur case noire d8 · Roi noir sur case blanche e8 · Tour noire sur case noire h8 · Pion noir sur case noire a7 · Pion noir sur case blanche b7 · Pion noir sur case noire c7 · Cavalier noir sur case blanche d7 · Pion noir sur case blanche f7 · Pion noir sur case noire g7 · Pion noir sur case blanche h7 · Pion noir sur case blanche e6 · Cavalier noir sur case noire f6 · Pion noir sur case blanche d5 · Fou blanc sur case noire g5 · Fou noir sur case noire b4 · Pion blanc sur case blanche c4 · Pion blanc sur case noire d4 · Cavalier blanc sur case noire c3 · Cavalier blanc sur case blanche f3 · Pion blanc sur case blanche a2 · Pion blanc sur case noire b2 · Pion blanc sur case blanche e2 · Pion blanc sur case noire f2 · Pion blanc sur case blanche g2 · Pion blanc sur case noire h2 · Tour blanche sur case noire a1 · Dame blanche sur case blanche d1 · Roi blanc sur case noire e1 · Fou blanc sur case blanche f1 · Tour blanche sur case blanche h1 | Tour noire sur case blanche a8 · Fou noir sur case blanche c8 · Dame noire sur case noire d8 · Roi noir sur case blanche e8 · Tour noire sur case noire h8 · Pion noir sur case noire a7 · Pion noir sur case blanche b7 · Pion noir sur case noire c7 · Cavalier noir sur case blanche d7 · Pion noir sur case blanche f7 · Pion noir sur case noire g7 · Pion noir sur case blanche h7 · Pion noir sur case blanche e6 · Cavalier noir sur case noire f6 · Pion noir sur case blanche d5 · Fou blanc sur case noire g5 · Fou noir sur case noire b4 · Pion blanc sur case blanche c4 · Pion blanc sur case noire d4 · Cavalier blanc sur case noire c3 · Cavalier blanc sur case blanche f3 · Pion blanc sur case blanche a2 · Pion blanc sur case noire b2 · Pion blanc sur case blanche e2 · Pion blanc sur case noire f2 · Pion blanc sur case blanche g2 · Pion blanc sur case noire h2 · Tour blanche sur case noire a1 · Dame blanche sur case blanche d1 · Roi blanc sur case noire e1 · Fou blanc sur case blanche f1 · Tour blanche sur case blanche h1 | Tour noire sur case blanche a8 · Fou noir sur case blanche c8 · Dame noire sur case noire d8 · Roi noir sur case blanche e8 · Tour noire sur case noire h8 · Pion noir sur case noire a7 · Pion noir sur case blanche b7 · Pion noir sur case noire c7 · Cavalier noir sur case blanche d7 · Pion noir sur case blanche f7 · Pion noir sur case noire g7 · Pion noir sur case blanche h7 · Pion noir sur case blanche e6 · Cavalier noir sur case noire f6 · Pion noir sur case blanche d5 · Fou blanc sur case noire g5 · Fou noir sur case noire b4 · Pion blanc sur case blanche c4 · Pion blanc sur case noire d4 · Cavalier blanc sur case noire c3 · Cavalier blanc sur case blanche f3 · Pion blanc sur case blanche a2 · Pion blanc sur case noire b2 · Pion blanc sur case blanche e2 · Pion blanc sur case noire f2 · Pion blanc sur case blanche g2 · Pion blanc sur case noire h2 · Tour blanche sur case noire a1 · Dame blanche sur case blanche d1 · Roi blanc sur case noire e1 · Fou blanc sur case blanche f1 · Tour blanche sur case blanche h1 | Tour noire sur case blanche a8 · Fou noir sur case blanche c8 · Dame noire sur case noire d8 · Roi noir sur case blanche e8 · Tour noire sur case noire h8 · Pion noir sur case noire a7 · Pion noir sur case blanche b7 · Pion noir sur case noire c7 · Cavalier noir sur case blanche d7 · Pion noir sur case blanche f7 · Pion noir sur case noire g7 · Pion noir sur case blanche h7 · Pion noir sur case blanche e6 · Cavalier noir sur case noire f6 · Pion noir sur case blanche d5 · Fou blanc sur case noire g5 · Fou noir sur case noire b4 · Pion blanc sur case blanche c4 · Pion blanc sur case noire d4 · Cavalier blanc sur case noire c3 · Cavalier blanc sur case blanche f3 · Pion blanc sur case blanche a2 · Pion blanc sur case noire b2 · Pion blanc sur case blanche e2 · Pion blanc sur case noire f2 · Pion blanc sur case blanche g2 · Pion blanc sur case noire h2 · Tour blanche sur case noire a1 · Dame blanche sur case blanche d1 · Roi blanc sur case noire e1 · Fou blanc sur case blanche f1 · Tour blanche sur case blanche h1 | Tour noire sur case blanche a8 · Fou noir sur case blanche c8 · Dame noire sur case noire d8 · Roi noir sur case blanche e8 · Tour noire sur case noire h8 · Pion noir sur case noire a7 · Pion noir sur case blanche b7 · Pion noir sur case noire c7 · Cavalier noir sur case blanche d7 · Pion noir sur case blanche f7 · Pion noir sur case noire g7 · Pion noir sur case blanche h7 · Pion noir sur case blanche e6 · Cavalier noir sur case noire f6 · Pion noir sur case blanche d5 · Fou blanc sur case noire g5 · Fou noir sur case noire b4 · Pion blanc sur case blanche c4 · Pion blanc sur case noire d4 · Cavalier blanc sur case noire c3 · Cavalier blanc sur case blanche f3 · Pion blanc sur case blanche a2 · Pion blanc sur case noire b2 · Pion blanc sur case blanche e2 · Pion blanc sur case noire f2 · Pion blanc sur case blanche g2 · Pion blanc sur case noire h2 · Tour blanche sur case noire a1 · Dame blanche sur case blanche d1 · Roi blanc sur case noire e1 · Fou blanc sur case blanche f1 · Tour blanche sur case blanche h1 | Tour noire sur case blanche a8 · Fou noir sur case blanche c8 · Dame noire sur case noire d8 · Roi noir sur case blanche e8 · Tour noire sur case noire h8 · Pion noir sur case noire a7 · Pion noir sur case blanche b7 · Pion noir sur case noire c7 · Cavalier noir sur case blanche d7 · Pion noir sur case blanche f7 · Pion noir sur case noire g7 · Pion noir sur case blanche h7 · Pion noir sur case blanche e6 · Cavalier noir sur case noire f6 · Pion noir sur case blanche d5 · Fou blanc sur case noire g5 · Fou noir sur case noire b4 · Pion blanc sur case blanche c4 · Pion blanc sur case noire d4 · Cavalier blanc sur case noire c3 · Cavalier blanc sur case blanche f3 · Pion blanc sur case blanche a2 · Pion blanc sur case noire b2 · Pion blanc sur case blanche e2 · Pion blanc sur case noire f2 · Pion blanc sur case blanche g2 · Pion blanc sur case noire h2 · Tour blanche sur case noire a1 · Dame blanche sur case blanche d1 · Roi blanc sur case noire e1 · Fou blanc sur case blanche f1 · Tour blanche sur case blanche h1 | Tour noire sur case blanche a8 · Fou noir sur case blanche c8 · Dame noire sur case noire d8 · Roi noir sur case blanche e8 · Tour noire sur case noire h8 · Pion noir sur case noire a7 · Pion noir sur case blanche b7 · Pion noir sur case noire c7 · Cavalier noir sur case blanche d7 · Pion noir sur case blanche f7 · Pion noir sur case noire g7 · Pion noir sur case blanche h7 · Pion noir sur case blanche e6 · Cavalier noir sur case noire f6 · Pion noir sur case blanche d5 · Fou blanc sur case noire g5 · Fou noir sur case noire b4 · Pion blanc sur case blanche c4 · Pion blanc sur case noire d4 · Cavalier blanc sur case noire c3 · Cavalier blanc sur case blanche f3 · Pion blanc sur case blanche a2 · Pion blanc sur case noire b2 · Pion blanc sur case blanche e2 · Pion blanc sur case noire f2 · Pion blanc sur case blanche g2 · Pion blanc sur case noire h2 · Tour blanche sur case noire a1 · Dame blanche sur case blanche d1 · Roi blanc sur case noire e1 · Fou blanc sur case blanche f1 · Tour blanche sur case blanche h1 | 3 |
| 2 | Tour noire sur case blanche a8 · Fou noir sur case blanche c8 · Dame noire sur case noire d8 · Roi noir sur case blanche e8 · Tour noire sur case noire h8 · Pion noir sur case noire a7 · Pion noir sur case blanche b7 · Pion noir sur case noire c7 · Cavalier noir sur case blanche d7 · Pion noir sur case blanche f7 · Pion noir sur case noire g7 · Pion noir sur case blanche h7 · Pion noir sur case blanche e6 · Cavalier noir sur case noire f6 · Pion noir sur case blanche d5 · Fou blanc sur case noire g5 · Fou noir sur case noire b4 · Pion blanc sur case blanche c4 · Pion blanc sur case noire d4 · Cavalier blanc sur case noire c3 · Cavalier blanc sur case blanche f3 · Pion blanc sur case blanche a2 · Pion blanc sur case noire b2 · Pion blanc sur case blanche e2 · Pion blanc sur case noire f2 · Pion blanc sur case blanche g2 · Pion blanc sur case noire h2 · Tour blanche sur case noire a1 · Dame blanche sur case blanche d1 · Roi blanc sur case noire e1 · Fou blanc sur case blanche f1 · Tour blanche sur case blanche h1 | Tour noire sur case blanche a8 · Fou noir sur case blanche c8 · Dame noire sur case noire d8 · Roi noir sur case blanche e8 · Tour noire sur case noire h8 · Pion noir sur case noire a7 · Pion noir sur case blanche b7 · Pion noir sur case noire c7 · Cavalier noir sur case blanche d7 · Pion noir sur case blanche f7 · Pion noir sur case noire g7 · Pion noir sur case blanche h7 · Pion noir sur case blanche e6 · Cavalier noir sur case noire f6 · Pion noir sur case blanche d5 · Fou blanc sur case noire g5 · Fou noir sur case noire b4 · Pion blanc sur case blanche c4 · Pion blanc sur case noire d4 · Cavalier blanc sur case noire c3 · Cavalier blanc sur case blanche f3 · Pion blanc sur case blanche a2 · Pion blanc sur case noire b2 · Pion blanc sur case blanche e2 · Pion blanc sur case noire f2 · Pion blanc sur case blanche g2 · Pion blanc sur case noire h2 · Tour blanche sur case noire a1 · Dame blanche sur case blanche d1 · Roi blanc sur case noire e1 · Fou blanc sur case blanche f1 · Tour blanche sur case blanche h1 | Tour noire sur case blanche a8 · Fou noir sur case blanche c8 · Dame noire sur case noire d8 · Roi noir sur case blanche e8 · Tour noire sur case noire h8 · Pion noir sur case noire a7 · Pion noir sur case blanche b7 · Pion noir sur case noire c7 · Cavalier noir sur case blanche d7 · Pion noir sur case blanche f7 · Pion noir sur case noire g7 · Pion noir sur case blanche h7 · Pion noir sur case blanche e6 · Cavalier noir sur case noire f6 · Pion noir sur case blanche d5 · Fou blanc sur case noire g5 · Fou noir sur case noire b4 · Pion blanc sur case blanche c4 · Pion blanc sur case noire d4 · Cavalier blanc sur case noire c3 · Cavalier blanc sur case blanche f3 · Pion blanc sur case blanche a2 · Pion blanc sur case noire b2 · Pion blanc sur case blanche e2 · Pion blanc sur case noire f2 · Pion blanc sur case blanche g2 · Pion blanc sur case noire h2 · Tour blanche sur case noire a1 · Dame blanche sur case blanche d1 · Roi blanc sur case noire e1 · Fou blanc sur case blanche f1 · Tour blanche sur case blanche h1 | Tour noire sur case blanche a8 · Fou noir sur case blanche c8 · Dame noire sur case noire d8 · Roi noir sur case blanche e8 · Tour noire sur case noire h8 · Pion noir sur case noire a7 · Pion noir sur case blanche b7 · Pion noir sur case noire c7 · Cavalier noir sur case blanche d7 · Pion noir sur case blanche f7 · Pion noir sur case noire g7 · Pion noir sur case blanche h7 · Pion noir sur case blanche e6 · Cavalier noir sur case noire f6 · Pion noir sur case blanche d5 · Fou blanc sur case noire g5 · Fou noir sur case noire b4 · Pion blanc sur case blanche c4 · Pion blanc sur case noire d4 · Cavalier blanc sur case noire c3 · Cavalier blanc sur case blanche f3 · Pion blanc sur case blanche a2 · Pion blanc sur case noire b2 · Pion blanc sur case blanche e2 · Pion blanc sur case noire f2 · Pion blanc sur case blanche g2 · Pion blanc sur case noire h2 · Tour blanche sur case noire a1 · Dame blanche sur case blanche d1 · Roi blanc sur case noire e1 · Fou blanc sur case blanche f1 · Tour blanche sur case blanche h1 | Tour noire sur case blanche a8 · Fou noir sur case blanche c8 · Dame noire sur case noire d8 · Roi noir sur case blanche e8 · Tour noire sur case noire h8 · Pion noir sur case noire a7 · Pion noir sur case blanche b7 · Pion noir sur case noire c7 · Cavalier noir sur case blanche d7 · Pion noir sur case blanche f7 · Pion noir sur case noire g7 · Pion noir sur case blanche h7 · Pion noir sur case blanche e6 · Cavalier noir sur case noire f6 · Pion noir sur case blanche d5 · Fou blanc sur case noire g5 · Fou noir sur case noire b4 · Pion blanc sur case blanche c4 · Pion blanc sur case noire d4 · Cavalier blanc sur case noire c3 · Cavalier blanc sur case blanche f3 · Pion blanc sur case blanche a2 · Pion blanc sur case noire b2 · Pion blanc sur case blanche e2 · Pion blanc sur case noire f2 · Pion blanc sur case blanche g2 · Pion blanc sur case noire h2 · Tour blanche sur case noire a1 · Dame blanche sur case blanche d1 · Roi blanc sur case noire e1 · Fou blanc sur case blanche f1 · Tour blanche sur case blanche h1 | Tour noire sur case blanche a8 · Fou noir sur case blanche c8 · Dame noire sur case noire d8 · Roi noir sur case blanche e8 · Tour noire sur case noire h8 · Pion noir sur case noire a7 · Pion noir sur case blanche b7 · Pion noir sur case noire c7 · Cavalier noir sur case blanche d7 · Pion noir sur case blanche f7 · Pion noir sur case noire g7 · Pion noir sur case blanche h7 · Pion noir sur case blanche e6 · Cavalier noir sur case noire f6 · Pion noir sur case blanche d5 · Fou blanc sur case noire g5 · Fou noir sur case noire b4 · Pion blanc sur case blanche c4 · Pion blanc sur case noire d4 · Cavalier blanc sur case noire c3 · Cavalier blanc sur case blanche f3 · Pion blanc sur case blanche a2 · Pion blanc sur case noire b2 · Pion blanc sur case blanche e2 · Pion blanc sur case noire f2 · Pion blanc sur case blanche g2 · Pion blanc sur case noire h2 · Tour blanche sur case noire a1 · Dame blanche sur case blanche d1 · Roi blanc sur case noire e1 · Fou blanc sur case blanche f1 · Tour blanche sur case blanche h1 | Tour noire sur case blanche a8 · Fou noir sur case blanche c8 · Dame noire sur case noire d8 · Roi noir sur case blanche e8 · Tour noire sur case noire h8 · Pion noir sur case noire a7 · Pion noir sur case blanche b7 · Pion noir sur case noire c7 · Cavalier noir sur case blanche d7 · Pion noir sur case blanche f7 · Pion noir sur case noire g7 · Pion noir sur case blanche h7 · Pion noir sur case blanche e6 · Cavalier noir sur case noire f6 · Pion noir sur case blanche d5 · Fou blanc sur case noire g5 · Fou noir sur case noire b4 · Pion blanc sur case blanche c4 · Pion blanc sur case noire d4 · Cavalier blanc sur case noire c3 · Cavalier blanc sur case blanche f3 · Pion blanc sur case blanche a2 · Pion blanc sur case noire b2 · Pion blanc sur case blanche e2 · Pion blanc sur case noire f2 · Pion blanc sur case blanche g2 · Pion blanc sur case noire h2 · Tour blanche sur case noire a1 · Dame blanche sur case blanche d1 · Roi blanc sur case noire e1 · Fou blanc sur case blanche f1 · Tour blanche sur case blanche h1 | Tour noire sur case blanche a8 · Fou noir sur case blanche c8 · Dame noire sur case noire d8 · Roi noir sur case blanche e8 · Tour noire sur case noire h8 · Pion noir sur case noire a7 · Pion noir sur case blanche b7 · Pion noir sur case noire c7 · Cavalier noir sur case blanche d7 · Pion noir sur case blanche f7 · Pion noir sur case noire g7 · Pion noir sur case blanche h7 · Pion noir sur case blanche e6 · Cavalier noir sur case noire f6 · Pion noir sur case blanche d5 · Fou blanc sur case noire g5 · Fou noir sur case noire b4 · Pion blanc sur case blanche c4 · Pion blanc sur case noire d4 · Cavalier blanc sur case noire c3 · Cavalier blanc sur case blanche f3 · Pion blanc sur case blanche a2 · Pion blanc sur case noire b2 · Pion blanc sur case blanche e2 · Pion blanc sur case noire f2 · Pion blanc sur case blanche g2 · Pion blanc sur case noire h2 · Tour blanche sur case noire a1 · Dame blanche sur case blanche d1 · Roi blanc sur case noire e1 · Fou blanc sur case blanche f1 · Tour blanche sur case blanche h1 | 2 |
| 1 | Tour noire sur case blanche a8 · Fou noir sur case blanche c8 · Dame noire sur case noire d8 · Roi noir sur case blanche e8 · Tour noire sur case noire h8 · Pion noir sur case noire a7 · Pion noir sur case blanche b7 · Pion noir sur case noire c7 · Cavalier noir sur case blanche d7 · Pion noir sur case blanche f7 · Pion noir sur case noire g7 · Pion noir sur case blanche h7 · Pion noir sur case blanche e6 · Cavalier noir sur case noire f6 · Pion noir sur case blanche d5 · Fou blanc sur case noire g5 · Fou noir sur case noire b4 · Pion blanc sur case blanche c4 · Pion blanc sur case noire d4 · Cavalier blanc sur case noire c3 · Cavalier blanc sur case blanche f3 · Pion blanc sur case blanche a2 · Pion blanc sur case noire b2 · Pion blanc sur case blanche e2 · Pion blanc sur case noire f2 · Pion blanc sur case blanche g2 · Pion blanc sur case noire h2 · Tour blanche sur case noire a1 · Dame blanche sur case blanche d1 · Roi blanc sur case noire e1 · Fou blanc sur case blanche f1 · Tour blanche sur case blanche h1 | Tour noire sur case blanche a8 · Fou noir sur case blanche c8 · Dame noire sur case noire d8 · Roi noir sur case blanche e8 · Tour noire sur case noire h8 · Pion noir sur case noire a7 · Pion noir sur case blanche b7 · Pion noir sur case noire c7 · Cavalier noir sur case blanche d7 · Pion noir sur case blanche f7 · Pion noir sur case noire g7 · Pion noir sur case blanche h7 · Pion noir sur case blanche e6 · Cavalier noir sur case noire f6 · Pion noir sur case blanche d5 · Fou blanc sur case noire g5 · Fou noir sur case noire b4 · Pion blanc sur case blanche c4 · Pion blanc sur case noire d4 · Cavalier blanc sur case noire c3 · Cavalier blanc sur case blanche f3 · Pion blanc sur case blanche a2 · Pion blanc sur case noire b2 · Pion blanc sur case blanche e2 · Pion blanc sur case noire f2 · Pion blanc sur case blanche g2 · Pion blanc sur case noire h2 · Tour blanche sur case noire a1 · Dame blanche sur case blanche d1 · Roi blanc sur case noire e1 · Fou blanc sur case blanche f1 · Tour blanche sur case blanche h1 | Tour noire sur case blanche a8 · Fou noir sur case blanche c8 · Dame noire sur case noire d8 · Roi noir sur case blanche e8 · Tour noire sur case noire h8 · Pion noir sur case noire a7 · Pion noir sur case blanche b7 · Pion noir sur case noire c7 · Cavalier noir sur case blanche d7 · Pion noir sur case blanche f7 · Pion noir sur case noire g7 · Pion noir sur case blanche h7 · Pion noir sur case blanche e6 · Cavalier noir sur case noire f6 · Pion noir sur case blanche d5 · Fou blanc sur case noire g5 · Fou noir sur case noire b4 · Pion blanc sur case blanche c4 · Pion blanc sur case noire d4 · Cavalier blanc sur case noire c3 · Cavalier blanc sur case blanche f3 · Pion blanc sur case blanche a2 · Pion blanc sur case noire b2 · Pion blanc sur case blanche e2 · Pion blanc sur case noire f2 · Pion blanc sur case blanche g2 · Pion blanc sur case noire h2 · Tour blanche sur case noire a1 · Dame blanche sur case blanche d1 · Roi blanc sur case noire e1 · Fou blanc sur case blanche f1 · Tour blanche sur case blanche h1 | Tour noire sur case blanche a8 · Fou noir sur case blanche c8 · Dame noire sur case noire d8 · Roi noir sur case blanche e8 · Tour noire sur case noire h8 · Pion noir sur case noire a7 · Pion noir sur case blanche b7 · Pion noir sur case noire c7 · Cavalier noir sur case blanche d7 · Pion noir sur case blanche f7 · Pion noir sur case noire g7 · Pion noir sur case blanche h7 · Pion noir sur case blanche e6 · Cavalier noir sur case noire f6 · Pion noir sur case blanche d5 · Fou blanc sur case noire g5 · Fou noir sur case noire b4 · Pion blanc sur case blanche c4 · Pion blanc sur case noire d4 · Cavalier blanc sur case noire c3 · Cavalier blanc sur case blanche f3 · Pion blanc sur case blanche a2 · Pion blanc sur case noire b2 · Pion blanc sur case blanche e2 · Pion blanc sur case noire f2 · Pion blanc sur case blanche g2 · Pion blanc sur case noire h2 · Tour blanche sur case noire a1 · Dame blanche sur case blanche d1 · Roi blanc sur case noire e1 · Fou blanc sur case blanche f1 · Tour blanche sur case blanche h1 | Tour noire sur case blanche a8 · Fou noir sur case blanche c8 · Dame noire sur case noire d8 · Roi noir sur case blanche e8 · Tour noire sur case noire h8 · Pion noir sur case noire a7 · Pion noir sur case blanche b7 · Pion noir sur case noire c7 · Cavalier noir sur case blanche d7 · Pion noir sur case blanche f7 · Pion noir sur case noire g7 · Pion noir sur case blanche h7 · Pion noir sur case blanche e6 · Cavalier noir sur case noire f6 · Pion noir sur case blanche d5 · Fou blanc sur case noire g5 · Fou noir sur case noire b4 · Pion blanc sur case blanche c4 · Pion blanc sur case noire d4 · Cavalier blanc sur case noire c3 · Cavalier blanc sur case blanche f3 · Pion blanc sur case blanche a2 · Pion blanc sur case noire b2 · Pion blanc sur case blanche e2 · Pion blanc sur case noire f2 · Pion blanc sur case blanche g2 · Pion blanc sur case noire h2 · Tour blanche sur case noire a1 · Dame blanche sur case blanche d1 · Roi blanc sur case noire e1 · Fou blanc sur case blanche f1 · Tour blanche sur case blanche h1 | Tour noire sur case blanche a8 · Fou noir sur case blanche c8 · Dame noire sur case noire d8 · Roi noir sur case blanche e8 · Tour noire sur case noire h8 · Pion noir sur case noire a7 · Pion noir sur case blanche b7 · Pion noir sur case noire c7 · Cavalier noir sur case blanche d7 · Pion noir sur case blanche f7 · Pion noir sur case noire g7 · Pion noir sur case blanche h7 · Pion noir sur case blanche e6 · Cavalier noir sur case noire f6 · Pion noir sur case blanche d5 · Fou blanc sur case noire g5 · Fou noir sur case noire b4 · Pion blanc sur case blanche c4 · Pion blanc sur case noire d4 · Cavalier blanc sur case noire c3 · Cavalier blanc sur case blanche f3 · Pion blanc sur case blanche a2 · Pion blanc sur case noire b2 · Pion blanc sur case blanche e2 · Pion blanc sur case noire f2 · Pion blanc sur case blanche g2 · Pion blanc sur case noire h2 · Tour blanche sur case noire a1 · Dame blanche sur case blanche d1 · Roi blanc sur case noire e1 · Fou blanc sur case blanche f1 · Tour blanche sur case blanche h1 | Tour noire sur case blanche a8 · Fou noir sur case blanche c8 · Dame noire sur case noire d8 · Roi noir sur case blanche e8 · Tour noire sur case noire h8 · Pion noir sur case noire a7 · Pion noir sur case blanche b7 · Pion noir sur case noire c7 · Cavalier noir sur case blanche d7 · Pion noir sur case blanche f7 · Pion noir sur case noire g7 · Pion noir sur case blanche h7 · Pion noir sur case blanche e6 · Cavalier noir sur case noire f6 · Pion noir sur case blanche d5 · Fou blanc sur case noire g5 · Fou noir sur case noire b4 · Pion blanc sur case blanche c4 · Pion blanc sur case noire d4 · Cavalier blanc sur case noire c3 · Cavalier blanc sur case blanche f3 · Pion blanc sur case blanche a2 · Pion blanc sur case noire b2 · Pion blanc sur case blanche e2 · Pion blanc sur case noire f2 · Pion blanc sur case blanche g2 · Pion blanc sur case noire h2 · Tour blanche sur case noire a1 · Dame blanche sur case blanche d1 · Roi blanc sur case noire e1 · Fou blanc sur case blanche f1 · Tour blanche sur case blanche h1 | Tour noire sur case blanche a8 · Fou noir sur case blanche c8 · Dame noire sur case noire d8 · Roi noir sur case blanche e8 · Tour noire sur case noire h8 · Pion noir sur case noire a7 · Pion noir sur case blanche b7 · Pion noir sur case noire c7 · Cavalier noir sur case blanche d7 · Pion noir sur case blanche f7 · Pion noir sur case noire g7 · Pion noir sur case blanche h7 · Pion noir sur case blanche e6 · Cavalier noir sur case noire f6 · Pion noir sur case blanche d5 · Fou blanc sur case noire g5 · Fou noir sur case noire b4 · Pion blanc sur case blanche c4 · Pion blanc sur case noire d4 · Cavalier blanc sur case noire c3 · Cavalier blanc sur case blanche f3 · Pion blanc sur case blanche a2 · Pion blanc sur case noire b2 · Pion blanc sur case blanche e2 · Pion blanc sur case noire f2 · Pion blanc sur case blanche g2 · Pion blanc sur case noire h2 · Tour blanche sur case noire a1 · Dame blanche sur case blanche d1 · Roi blanc sur case noire e1 · Fou blanc sur case blanche f1 · Tour blanche sur case blanche h1 | 1 |
|   | a | b | c | d | e | f | g | h |   |

La variante du Westphalia (également appelée défense Manhattan dans les pays anglophones) est une ouverture d'échecs qui fait partie du gambit dame refusé et donc des jeux fermés. Elle s'obtient par les coups 1. d4 d5 2. c4 e6 3. Cc3 Cf6 4. Fg5 Cbd7 5. Cf3 Fb4.

## Historique
Cette ouverture a été baptisée d'après le nom du navire à vapeur Westphalia, sur lequel certains champions se sont rendus d'Europe en Amérique en 1927 pour participer à un tournoi international à New York ; pendant la traversée, Rudolf Spielmann et Milan Vidmar, à la recherche d'une nouvelle « arme » d'ouverture pour la compétition à venir, ont analysé cette variante. Lors du tournoi de New York, l'ouverture a été employée à plusieurs reprises, après quoi le nom « Variante du Westphalia » a été établi.
La variante du Westphalia était assez répandue dans les années 1927-1930 ; depuis, elle est tombée en désuétude et est rarement rencontrée aujourd'hui.

## Premiers coups
Par analogie avec la défense Cambridge-Springs, les Noirs veulent se créer du contre-jeu à l'aile-dame. Souvent, ils continuent par ...c7-c5 et ...Dd8-a5, créant une pression sur c3. Contrairement à la défense Cambridge-Springs, les Noirs déplacent le pion c7 en c5 en un seul coup. Afin d'éviter l'attaque du Fou g5 par ...Da5, la théorie recommande l'échange 6. cxd5 exd5. Après cet échange, les Blancs ont l'opportunité d'égaliser le jeu, ainsi que d'obtenir une position caractéristique de la défense Ragozine par une transposition de coups.

## Exemples de parties
- Partie simultanée entre José Raúl Capablanca (avec les Blancs) et Mikhaïl Botvinnik, alors âgé de 14 ans, à Leningrad en 1925[1] :

1. d4 d5 2. c4 e6 3. Cc3 Cf6 4. Fg5 Cbd7 5.e3 Fb4 6. cxd5 exd5 7. Db3 c5 8. dxc5 Da5 9. Fxf6 Cxf6 10. 0-0-0 0-0 11. Cf3 Fe6 12. Cd4 Tac8 13. c6 Fxc3 14. Dxc3 Dxa2 15. Fd3 bxc6 16. Rc2 c5 17. Cxe6 Da4+ 18. b3 Da2+ 19. Db2 Dxb2+ 20. Rxb2 fxe6 21. f3 Tc7 22. Ta1 c4 23. bxc4 dxc4 24. Fc2 Tb8+ 25. Rc1 Cd5 26. Te1 c3 27. Ta3 Cb4 28. Te2 Td8 29. e4 Tc6 30. Te3 Td2 31. Taxc3 Txc2+ 32. Txc2 Txc2+ 0-1.
- Partie José Raúl Capablanca - Rudolf Spielmann, New York, 1927[2]

1. d4 d5 2. Cf3 e6 3. c4 Cd7 4. Cc3 Cgf6 5. Fg5 Fb4 6. cxd5 exd5 7. Da4 Fxc3+? (7...c5! 8. dxc5 Fxc3+ 9. bxc3 0-0 10. c6 Dc7!) 8. bxc3 0-0 9. e3 c5 10. Fd3 c4 11. Fc2 « La technique avec laquelle Capablanca tire parti de son avantage (N.B. : de la paire de Fous dans une position avec des pions des deux côtés de l'échiquier) est remarquable. Il rend d'abord actuelle la menace e4 par Te1 et Cd2, obligeant ainsi les Noirs à protéger c4 par a6 et b5, puis brise cette chaîne de pions par a4. » 11...De7 12. 0-0 a6 13. Tfe1 De6 14. Cd2 b5 15. Da5 Ce4? (15...Fb7) 16. Cxe4 dxe4 17. a4 Dd5 (17...Tb8? 18. Teb1 Dd5 19. Ff4 Tb6 20. Tba suivi de Tab1) 18. axb5!! Dxg5 19. Fxe4 Tb8 (19...Ta7 20. b6! Dxa5 21. bxa7!) 20. bxa6 Tb5 21. Dc7 Cb6 22. a7 Fh3 23. Tfb1 Txb1 24. Txb1 f5 25. Ff3 f4 26. exf4 1-0.